# Federação de Voleibol das Ilhas Feroe
A Federação de Voleibol das Ilhas Feroe  (em dinamarquês:Flogbóltssamband Føroya FBF) é  uma organização fundada em 1978 que governa a pratica de voleibol nas Ilhas Feroe, sendo membro da Federação Internacional de Voleibol e da Confederação Européia de Voleibol, a entidade é responsável por  organizar  os campeonatos nacionais de  voleibol masculino e feminino no território..